# Le Neubourg
Neubourg – miejscowość i gmina we Francji, w regionie Normandia, w departamencie Eure.
Według danych na rok 1990 gminę zamieszkiwało 3639 osób, a gęstość zaludnienia wynosiła 367 osób/km² (wśród 1421 gmin Górnej Normandii Neubourg plasuje się na 67 miejscu pod względem liczby ludności, natomiast pod względem powierzchni na miejscu 356).